# Titoli FIDE per la composizione scacchistica

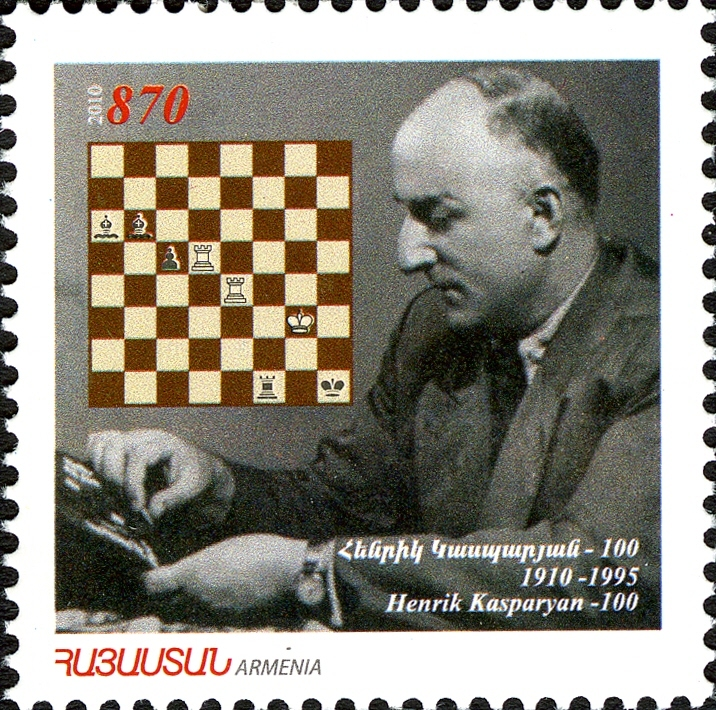
Henrik K'asparyan in un francobollo emesso dall'Armenia nel centenario della nascita.

La FIDE, tramite la WFCC (World Federation of Chess Composition), attribuisce i seguenti titoli per la composizione di studi e problemi di scacchi:
- Grande Maestro della composizione (dal 1972)
- Maestro internazionale della composizione (dal 1959)
- Maestro onorario della composizione (dal 1986)
- Maestro della composizione (dal 1990)
- Giudice internazionale per la composizione (dal 1956)[1]
- Grande Maestro della soluzione (dal 1982)
- Maestro internazionale della soluzione (dal 1986)
- Maestro della soluzione (dal 1997)

I titoli sono assegnati indistintamente sia per la composizione di problemi che di studi, e sono validi a vita.
Come per i titoli del gioco a tavolino, i titoli per la composizione non vengono assegnati "post mortem", per cui molti famosi compositori (per es. Sam Loyd, Leonid Kubbel e Mark Liburkin) non sono compresi negli elenchi che seguono.

## Grandi Maestri della composizione
- Fino al 2013 sono stati nominati 78 Grandi Maestri (di cui 29 deceduti);
- i grandi maestri deceduti sono indicati con (†);
- la nazionalità è quella dell'anno in cui è stato assegnato il titolo.

| Anno | Nome                   | Paese                |
| ---- | ---------------------- | -------------------- |
| 1972 | Henrik K'asparyan (†)  | Unione Sovietica     |
| 1972 | Lev Lošinskij (†)      | Unione Sovietica     |
| 1972 | Comins Mansfield (†)   | Regno Unito          |
| 1972 | Eeltje Visserman (†)   | Paesi Bassi          |
| 1976 | Vladimir Bron (†)      | Unione Sovietica     |
| 1976 | Jindřich Fritz (†)     | Cecoslovacchia       |
| 1976 | Vladimir Korol'kov (†) | Unione Sovietica     |
| 1976 | Vladimir Pachman (†)   | Cecoslovacchia       |
| 1976 | György Paros (†)       | Ungheria             |
| 1976 | Nenad Petrović (†)     | Croazia              |
| 1980 | György Bakcsi (†)      | Ungheria             |
| 1980 | Hrvoje Bartolović (†)  | Croazia              |
| 1980 | Bo Lindgren (†)        | Svezia               |
| 1980 | Gia Nadareishvili (†)  | Unione Sovietica     |
| 1980 | Valentyn Rudenko (†)   | Ucraina              |
| 1984 | Claude Goumondy        | Francia              |
| 1984 | Josif Kricheli (†)     | Unione Sovietica     |
| 1984 | Petko Petkov (†)       | Bulgaria             |
| 1984 | Hans-Peter Rehm        | Germania             |
| 1984 | Touw Hian Bwee         | Indonesia            |
| 1988 | Cor Goldschmeding (†)  | Paesi Bassi          |
| 1988 | Aleksandr Guljaev (†)  | Unione Sovietica     |
| 1988 | Ernest Pogosjanc (†)   | Unione Sovietica     |
| 1988 | Jakov Vladimirov       | Unione Sovietica     |
| 1988 | Milan Vukčević (†)     | Stati Uniti          |
| 1989 | Herbert Ahues (†)      | Germania             |
| 1989 | Viktor Čepižnij        | Unione Sovietica     |
| 1989 | Emilian Dobrescu       | Romania              |
| 1990 | David Gurgenidze       | Georgia              |
| 1990 | Jacobus Haring (†)     | Paesi Bassi          |
| 1992 | Fadil Abdurahmanović   | Bosnia ed Erzegovina |
| 1992 | Jan Rusinek            | Polonia              |
| 1993 | Venelin Alaikov (†)    | Bulgaria             |
| 1993 | Michel Caillaud        | Francia              |
| 1993 | Andrej Lobusov (†)     | Russia               |
| 1993 | Norman Macleod (†)     | Regno Unito          |
| 1993 | Byron Zappas (†)       | Grecia               |
| 1995 | Michael Keller         | Germania             |
| 1995 | Aleksandr Kuzovkov     | Russia               |
| 1996 | Toma Garai (†)         | Stati Uniti          |
| 1996 | Živko Janevski         | Macedonia del Nord   |
| 2001 | Virgil Nestorescu (†)  | Romania              |
| 2004 | Unto Heinonen          | Finlandia            |
| 2004 | Jean-Marc Loustau      | Francia              |
| 2004 | Mychajlo Marandjuk     | Ucraina              |
| 2004 | Waldemar Tura          | Polonia              |
| 2005 | Udo Degener            | Germania             |
| 2005 | Nikolaj Kralin         | Russia               |
| 2005 | Franz Pachl            | Germania             |
| 2005 | Oleg Pervakov          | Russia               |
| 2007 | Aleksandr Feoktistov   | Russia               |
| 2007 | Yves Cheylan (†)       | Francia              |
| 2007 | Marjan Kovačević       | Serbia               |
| 2007 | Miodrag Mladenović     | Serbia               |
| 2007 | Valerij Šanšin         | Russia               |
| 2007 | Valerij Šavyrin        | Russia               |
| 2007 | Anatolij Slesarenko    | Russia               |
| 2009 | Uri Avner (†)          | Israele              |
| 2009 | Andrej Selivanov       | Russia               |
| 2010 | Reto Aschwanden        | Svizzera             |
| 2010 | Wieland Bruch          | Germania             |
| 2010 | Vasil' Djačuk          | Ucraina              |
| 2010 | Camillo Gamnitzer      | Austria              |
| 2010 | Matti Myllyniemi (†)   | Finlandia            |
| 2010 | Marcel Tribowski       | Germania             |
| 2010 | Milan Velimirović (†)  | Serbia               |
| 2010 | Klaus Wenda            | Austria              |
| 2012 | Evgenij Bogdanov (†)   | Ucraina              |
| 2012 | Michal Dragoun         | Rep. Ceca            |
| 2012 | Valerij Gurov          | Russia               |
| 2012 | Peter Gvozdják         | Slovacchia           |
| 2012 | Miroslav Havel (†)     | Rep. Ceca            |
| 2012 | Christopher Jones      | Regno Unito          |
| 2012 | Artur Mandler (†)      | Rep. Ceca            |
| 2012 | Mario Parrinello       | Italia               |
| 2012 | Ivan Soroka            | Ucraina              |
| 2013 | Aleksandr Ažusin       | Russia               |
| 2013 | Anatolij Stëpočkin     | Russia               |

## Maestri internazionali della composizione
- Nota: nel 1959 i titoli vennero assegnati «Honoris Causa».

| Anno | Nome                     | Paese              |
| ---- | ------------------------ | ------------------ |
| 1959 | André Chéron (†)         | Svizzera           |
| 1959 | Arnoldo Ellerman (†)     | Argentina          |
| 1959 | Alexander Gerbstman (†)  | Unione Sovietica   |
| 1959 | Jan Hartong (†)          | Paesi Bassi        |
| 1959 | Cyril Kipping (†)        | Regno Unito        |
| 1961 | Vitalij Čechover (†)     | Unione Sovietica   |
| 1961 | Nils G. van Dijk (†)     | Norvegia           |
| 1961 | Leonid Zagorujko (†)     | Unione Sovietica   |
| 1965 | Robin C. Matthews        | Regno Unito        |
| 1966 | Hans Lepuschütz (†)      | Austria            |
| 1966 | Artur Mandler (†)        | Cecoslovacchia     |
| 1966 | Alois Wotawa (†)         | Austria            |
| 1967 | Axel Akerblom (†)        | Svezia             |
| 1967 | Barry Barnes             | Regno Unito        |
| 1967 | Adriano Chicco (†)       | Italia             |
| 1967 | Karl Fabel (†)           | Germania           |
| 1967 | Werner Speckmann (†)     | Germania           |
| 1969 | Tigran Gorgiev (†)       | Unione Sovietica   |
| 1969 | Pauli Perkonoja (†)      | Finlandia          |
| 1969 | John M. Rice             | Regno Unito        |
| 1969 | Carel J. Sammelius (†)   | Paesi Bassi        |
| 1971 | Alois Johandl            | Austria            |
| 1971 | Ėduard Livšic            | Unione Sovietica   |
| 1971 | Ilja Mikan (†)           | Unione Sovietica   |
| 1971 | Vitalij Tjavlovskij      | Unione Sovietica   |
| 1973 | Josef Breuer (†)         | Germania           |
| 1973 | Pieter ten Cate (†)      | Paesi Bassi        |
| 1973 | Gerardus Drese (†)       | Paesi Bassi        |
| 1973 | Knud Hannermann (†)      | Danimarca          |
| 1973 | Jan Knöppel (†)          | Germania           |
| 1973 | Rafael Kofman (†)        | Unione Sovietica   |
| 1973 | Aleksandr Kuznecov (†)   | Unione Sovietica   |
| 1973 | Lars Larsen              | Danimarca          |
| 1973 | Erich Zepler (†)         | Regno Unito        |
| 1974 | Harold Lommer (†)        | Spagna             |
| 1974 | Stefan Schneider (†)     | Austria            |
| 1975 | Gerald F. Anderson (†)   | Regno Unito        |
| 1975 | Aleksandr Kazancev (†)   | Unione Sovietica   |
| 1975 | Peter Kniest (†)         | Germania           |
| 1975 | Aleksej Kopnin (†)       | Unione Sovietica   |
| 1975 | Gerhard Latzel (†)       | Germania           |
| 1975 | Meindert Niemeijer (†)   | Paesi Bassi        |
| 1975 | Evgenij Umnov (†)        | Unione Sovietica   |
| 1976 | Walther Jörgensen (†)    | Danimarca          |
| 1976 | Michael Lipton           | Regno Unito        |
| 1976 | Matti Myllyniemi (†)     | Finlandia          |
| 1976 | Jan Rusek (†)            | Polonia            |
| 1977 | Vaclav Gebelt (†)        | Unione Sovietica   |
| 1977 | Jan Hannelius (†)        | Finlandia          |
| 1977 | Alexander Hildebrand (†) | Svezia             |
| 1977 | Edgar D. Holladay (†)    | Stati Uniti        |
| 1979 | Filip Bondarenko (†)     | Unione Sovietica   |
| 1979 | Friedrich Chlubna (†)    | Austria            |
| 1979 | Baldur Kozdon            | Germania           |
| 1979 | Aleksandr Saričev (†)    | Unione Sovietica   |
| 1979 | Michael Schneider (†)    | Germania           |
| 1979 | Vilmos Schneider (†)     | Ungheria           |
| 1979 | Leopold Szwedowski (†)   | Polonia            |
| 1979 | Erkki Wirtanen (†)       | Finlandia          |
| 1980 | Alex Casa (†)            | Francia            |
| 1980 | Andre Fossum (†)         | Norvegia           |
| 1980 | Anatolij Kuznecov (†)    | Unione Sovietica   |
| 1980 | Leopol'd Mitrofanov (†)  | Unione Sovietica   |
| 1984 | Velimir Kalandadze       | Unione Sovietica   |
| 1984 | József Korponai (†)      | Ungheria           |
| 1984 | László Lindner (†)       | Ungheria           |
| 1984 | Oaul Moutecidis          | Grecia             |
| 1984 | Avenir Popandopulo (†)   | Unione Sovietica   |
| 1984 | Francisco Salazar (†)    | Spagna             |
| 1984 | Sergej Šedej             | Unione Sovietica   |
| 1985 | Shlomo Seider (†)        | Israele            |
| 1988 | Venelin Alaikov (†)      | Bulgaria           |
| 1988 | Kasimir Gandev           | Bulgaria           |
| 1988 | Leonard Kacnel'son       | Unione Sovietica   |
| 1988 | Aurel Karpati (†)        | Stati Uniti        |
| 1988 | Attila Korányi (†)       | Ungheria           |
| 1988 | Nikolaj Kralin           | Unione Sovietica   |
| 1988 | Josef Retter             | Israele            |
| 1988 | Piotr Ruszczynski        | Polonia            |
| 1988 | Ján Valuška              | Slovacchia         |
| 1989 | Yochanan Afek            | Israele            |
| 1989 | Evgenij Bogdanov         | Unione Sovietica   |
| 1989 | Alfred Dombrovskis (†)   | Unione Sovietica   |
| 1989 | Vladimir Erochin (†)     | Unione Sovietica   |
| 1989 | Viktor Mel'ničenko (†)   | Unione Sovietica   |
| 1989 | Vaša Neidze              | Unione Sovietica   |
| 1989 | Franz Pachl              | Germania           |
| 1989 | Jurij Suškov             | Unione Sovietica   |
| 1989 | Klaus Wenda              | Austria            |
| 1990 | Jean-Pierre Boyer (†)    | Francia            |
| 1990 | Valerij N. Karpov (†)    | Russia             |
| 1992 | Yehuda Hoch              | Israele            |
| 1992 | Dieter Müller            | Germania           |
| 1992 | Manne Persson            | Svezia             |
| 1992 | Narajan Shankar Ram      | India              |
| 1992 | Kjell Widlert            | Svezia             |
| 1993 | Uri Avner                | Israele            |
| 1993 | Fëdor Davidenko          | Russia             |
| 1993 | Valentin Lukjanov (†)    | Ucraina            |
| 1993 | Bernhard Schauer (†)     | Germania           |
| 1995 | Pal Benko                | Stati Uniti        |
| 1995 | Udo Degener              | Germania           |
| 1995 | Jurij Gordian            | Ucraina            |
| 1995 | Oleg Pervakov            | Russia             |
| 1995 | Aleksandr Sočnev         | Russia             |
| 1996 | Juraj Brabec             | Slovacchia         |
| 1996 | Jean Haymann             | Israele            |
| 1997 | Henk Prins               | Paesi Bassi        |
| 2001 | Camillo Gamnitzer        | Austria            |
| 2001 | Hubert Goekel            | Germania           |
| 2001 | Peter Gvozdják           | Slovacchia         |
| 2001 | Vjačeslav Kopaev         | Russia             |
| 2001 | Zdravko Maslar           | Germania           |
| 2001 | Colin Sydenham           | Regno Unito        |
| 2001 | Viktor Syzonenko         | Ucraina            |
| 2004 | Wieland Bruch            | Germania           |
| 2004 | Oleksandr Kisljak        | Ucraina            |
| 2004 | Zoltán Labai             | Slovacchia         |
| 2004 | Torsten Linss            | Germania           |
| 2004 | Vjačeslav Pil'čenko      | Russia             |
| 2004 | Nikolaj Rjabinin         | Russia             |
| 2004 | Ivan Soroka              | Ucraina            |
| 2004 | Marcel Tribowski         | Germania           |
| 2005 | Reto Aschwanden          | Svizzera           |
| 2005 | Aleksandr Bacharev       | Russia             |
| 2005 | János Csák               | Ungheria           |
| 2005 | Stefan Dittrich          | Germania           |
| 2005 | Bernd Ellinghoven        | Germania           |
| 2005 | Václav Kotěšovec         | Rep. Ceca          |
| 2005 | Ľudovít Lačný            | Slovacchia         |
| 2005 | Jorge J. Lois            | Argentina          |
| 2005 | Štefan Sovík             | Slovacchia         |
| 2005 | George Sphicas           | Stati Uniti        |
| 2005 | Serhij N. Tkačenko       | Ucraina            |
| 2007 | Aleksandr Ažusin         | Russia             |
| 2007 | Nils Adrian Bakke        | Norvegia           |
| 2007 | Valerij Gurov            | Russia             |
| 2007 | Jorge Kapros             | Argentina          |
| 2007 | Vitalij Kovalenko        | Russia             |
| 2007 | Hartmut Laue             | Germania           |
| 2007 | Manfred Rittirsch        | Germania           |
| 2007 | Sergej Smotrov           | Kazakistan         |
| 2007 | Anatolij Stëpočkin       | Russia             |
| 2007 | Thorsten Zirkwitz        | Germania           |
| 2008 | Gady Costeff             | Israele            |
| 2008 | Michal Dragoun           | Rep. Ceca          |
| 2008 | Zoran Gavrilovski        | Macedonia del Nord |
| 2008 | Árpád Molnár             | Ungheria           |
| 2009 | Andrej Frolkin           | Ucraina            |
| 2010 | Christer Jonsson         | Svezia             |
| 2010 | Marek Kwiatkowski        | Polonia            |
| 2010 | Thierry le Gleuher       | Francia            |
| 2010 | Juraj Lörinc             | Slovacchia         |
| 2010 | Jurij Marker             | Russia             |
| 2010 | Aleksandr Postnikov      | Ucraina            |
| 2010 | Francesco Simoni         | Italia             |
| 2010 | Sven Trommler            | Germania           |

## Maestri onorari della composizione
| Anno | Nome                     | Paese       |
| ---- | ------------------------ | ----------- |
| 1986 | Antonio Arguelles (†)    | Spagna      |
| 1986 | John Niemann (†)         | Germania    |
| 1986 | Antonio Piatesi (†)      | Italia      |
| 1987 | Hans Klüver (†)          | Germania    |
| 1987 | Gregorz Grzeban (†)      | Polonia     |
| 1988 | Alexander Pituk (†)      | Slovacchia  |
| 1988 | János Kiss (†)           | Ungheria    |
| 1988 | Ferenc Fleck (†)         | Ungheria    |
| 1989 | Gino Mentasti (†)        | Italia      |
| 1991 | Albert Koldijk (†)       | Paesi Bassi |
| 1991 | Jean Zeller (†)          | Francia     |
| 1992 | Colin Vaughan (†)        | Regno Unito |
| 1994 | Kurt Smulders (†)        | Belgio      |
| 1998 | Eliahu Fasher (†)        | Israele     |
| 1999 | Giorgio Mirri (†)        | Italia      |
| 1999 | Savo Zlatič (†)          | Croazia     |
| 2000 | Rui Nascimento (†)       | Portogallo  |
| 2006 | Jeremy Morse (†)         | Regno Unito |
| 2007 | Sonomun Chimedtseren (†) | Mongolia    |
| 2007 | Odette Vollenweider (†)  | Svizzera    |
| 2012 | Hermann Weißauer (†)     | Germania    |

## Maestri della composizione
Dal 1990 al 2012 sono stati nominati 192 Maestri della composizione.

## Grandi Maestri della soluzione
| Anno | Nome               | Paese       |
| ---- | ------------------ | ----------- |
| 1982 | Pauli Perkonoja    | Finlandia   |
| 1984 | Kari Valtonen      | Finlandia   |
| 1984 | Milan Velimirović  | Jugoslavia  |
| 1985 | Ofer Comay         | Israele     |
| 1988 | Roland Baier       | Svizzera    |
| 1988 | Marjan Kovačević   | Jugoslavia  |
| 1988 | Arno Zude          | Germania    |
| 1991 | Georgij Evsejv     | Russia      |
| 1993 | Michael Pfannkuche | Germania    |
| 1997 | Jonathan Mestel    | Regno Unito |
| 1997 | Sergej Rumjancev   | Russia      |
| 1998 | Ram Soffer         | Israele     |
| 1999 | Jorma Paavilainen  | Finlandia   |
| 2000 | Boris Tummes       | Germania    |
| 2001 | Noam Elkies        | Israele     |
| 2002 | Michel Caillaud    | Francia     |
| 2002 | Graham Lee         | Regno Unito |
| 2002 | Piotr Murdzia      | Polonia     |
| 2004 | John Nunn          | Regno Unito |
| 2004 | Dolf Wissmann      | Paesi Bassi |
| 2007 | Aleksandr Ažusin   | Russia      |
| 2008 | Miodrag Mladenović | Serbia      |
| 2008 | Andrej Selivanov   | Russia      |
| 2008 | Bojan Vučković     | Serbia      |
| 2008 | Eddy van Beers     | Belgio      |
| 2008 | Vladimir Podinić   | Serbia      |